# Селіваров Андрій Борисович
Селіва́ров Андрі́й Бори́сович (нар. 25 травня 1972 року, с. Красноярське, Донецька область) — український політик, член Партії регіонів; ВР України, член фракції Партії регіонів з 11.2007 року, член Комітету з питань паливно-енергетичного комплексу, ядерної політики та ядерної безпеки з 12.2007 року.

## Життєпис
Народився 25 травня 1972 року (с. Красноярське, Добропільський район, Донецької обл.); сини Дмитро (1989) , Ігор (1998) і Александр (2009)

### Освіта
Донецький національний університет (2003-05 роки), бакалавр з міжнародної економіки, «Економіка і підприємництво».
З 1999 року — начальник вугільного відділу, ТОВ «Тайфун». З 2001 року — заст. директора з постачання, філія «Кіровська» ТОВ «Едал». 2002-05 роки — заст. директора, ТОВ «АРС-Холдинг». З 2003 року — приватний підприємець.
Один із 148 депутатів Верховної Ради України, які підписали звернення до Сейму Республіки Польща з проханням визнати геноцидом поляків події національно-визвольної війни України 1942—1944 років. Цей крок перший Президент України Леонід Кравчук кваліфікував як національну зраду.[1]

## Депутатська діяльність
Народний депутат України 6-го скликання з 11.2007 року від Партії регіонів, № 127 в списку. На час виборів: народний депетат України, член Партії Регіонів.
10 серпня 2012 року у другому читанні проголосував за Закон України «Про засади державної мовної політики», який суперечить Конституції України, не має фінансово-економічного обґрунтування і спрямований на знищення української мови. Закон було прийнято із порушеннями регламенту.
Народний депутат України 5-го скликання 04.2006-11.07 від Партії регіонів, № 83 в списку. На час виборів: приватний підприємець, член ПР. член Комітету з питань свободи слова та інформації з 07.2006 року. Голова підкомітету з питань газової промисловості Комітету з питань паливно-енергетичного комплексу, ядерної політики та ядерної безпеки з 09.2006 року, член фракції Партії регіонів з 05.2006 року.

## Нагороди
- Орден «За заслуги» III ст. (30 листопада 2012 року) — за значний особистий внесок у соціально-економічний, науково-технічний, культурно-освітній розвиток Української держави, вагомі трудові досягнення, багаторічну сумлінну працю[8]